# Piana degli Albanesi
Pour les articles homonymes, voir Albanesi.
Piana degli Albanesi (en albanais : Hora e Arbëreshëvet) est une commune de 6 427 habitants de la province de Palerme en Sicile (Italie).
Parmi les communautés historiques albanaises en Italie, c'est la plus importante colonie de Sicile, ainsi que la maison de l'Éparchie byzantine, dont la compétence s'étend sur toutes les églises de rite oriental. Située sur un plateau montagneux, qui se reflète sur un grand lac, et sur la côte orientale de l'imposant mont Mali i Picutës, la ville est située à 24 km de la capitale provinciale Palerme. En plus d'être le noyau des communautés socio-culturelles, religieuses et politiques albanaises, elle est restée pratiquement intacte au fil du temps en conservant ses propres particularités aussi son origine ethnique que sa langue, sa culture et sa religion. Le gouvernement municipal utilise des documents officiels en albanais, en vertu des lois existantes protégeant les minorités ethniques et linguistiques.

## Géographie
La commune est située à une altitude de 740 mètres sur un plateau montagneux qui se termine par le bassin du lac. Elle est entourée par quatre hautes montagnes (Picuta, Kumeta, Maghanuçi, Xëravulli), des sites naturels (Neviere, Grotta del Garrone, Honi) et également par la réserve naturelle de Serre Pizzuta. Pour ses particularités ethniques, culturelles, religieuses, historiques et environnementales, Piana degli Albanesi est un endroit singulier du paysage sicilien.

## Histoire
La commune abrite une forte communauté d'Arbëresh, d'Albanais, installés là au XVIIIe siècle, fuyant les massacres de chrétiens dans la Turquie ottomane, et rejoignant les Albanais déjà installés dans le sud de l’Italie au XVe siècle. Ces Albanais ont gardé une forte identité, parlant toujours leur langue, l’arbërisht. Ont également été conservés les costumes traditionnels et le rite grec byzantin très caractéristique.
En 1860, les Arbëresh rencontrent les deux émissaires Rosolino Pilo et Giovanni Corrao, venus en Sicile avec la mission de préparer le débarquement de Garibaldi. Ils décident d'accueillir les Garibaldiens, leur fournissant un soutien logistique, des provisions et un abri stratégique sûr ; ainsi, de nombreux Albanais ont suivi les campagnes militaires contre les Bourbons et certains ont été tués sur le champ de bataille. Piana degli Albanesi fait partie des centres qui ont participé au soulèvement de Gancia et aux événements de l'expédition des Mille, connus sous le nom d'insurrection de Palerme. 
Le 1er mai 1947 a lieu à Piana degli Albanesi, et plus précisément dans la frazione de Portella della Ginestra (Purtelja e Jinestrës en arbërisht), le massacre de Portella della Ginestra durant lequel la bande criminelle et mafieuse de Salvatore Giuliano exécuta plus de onze personnes.

## Toponymie
Le nom de Piana degli Albanesi en albanais est Hora e Arbëreshëvet depuis son origine. Son nom italien jusqu'en 1941 était Piana dei Greci.

## Culture

### Caractéristiques linguistiques

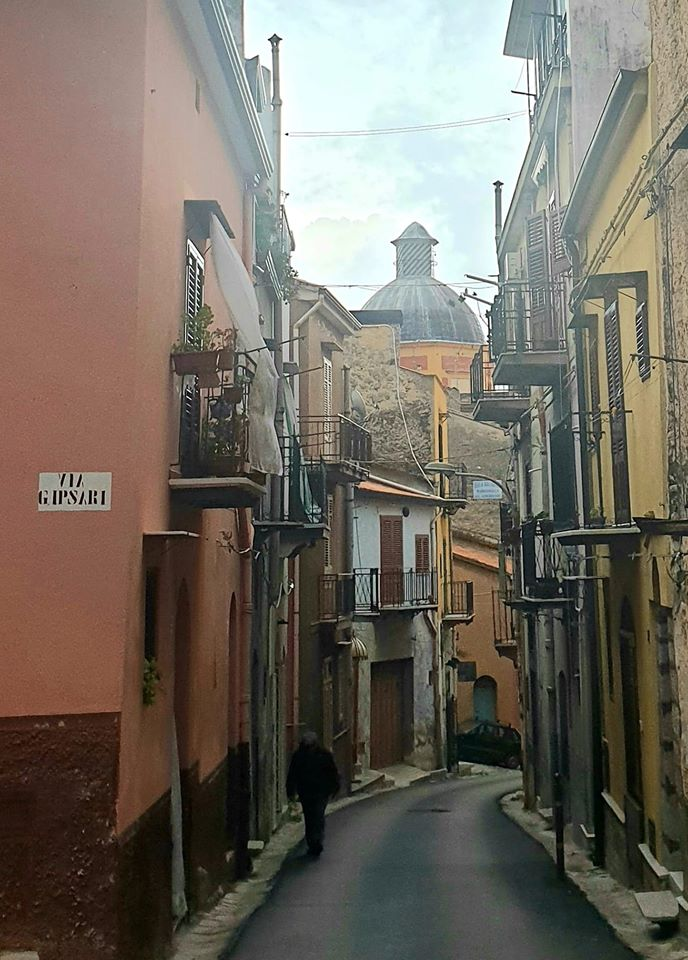
Le passage de Garibaldi.

Principale communauté arbëresh de la Sicile, l'administration communale utilise dans les documents officiels également l'albanais, suivant la législation italienne sur les minorités linguistiques. L'albanais parlé par les habitants est le dialecte Toskë du sud de l'Albanie.
La signalisation routière bilingue (albanais/italien) est visible aux environs et à l'intérieur de la commune.

### Personnalités liées à la commune
- Maria Cammarata : cheffe de la section féminine des faisceaux siciliens à la fin du xixe siècle.

## Économie

### Agriculture
L'une des principales ressources locales est le tourisme, mais grâce à son climat et à de vastes terres affectées à l'agriculture, son économie repose principalement sur la production de produits laitiers, céréales, huile d'olive, de vin et de fruits, ainsi que de troupeaux de moutons, bovins et caprins. Le secteur tertiaire et l'industrie sont florissants, le pays est justement connu pour la présence de fermes, boulangeries et restaurants qui se spécialisent dans la préparation des plats et des desserts faits des produits typiques de la culture arbëreshë.

### Artisanat
La ville possède une tradition prestigieuse d'artisanat, notamment pour la production d'icônes, broderies, costumes et bijoux traditionnels.

## Administration
| Période                                  | Période  | Identité          | Étiquette                             | Qualité |
| ---------------------------------------- | -------- | ----------------- | ------------------------------------- | ------- |
| 2002                                     | 2012     | Gaetano Caramanno | Maison des libertés puis centre-droit |         |
| 2012                                     | 2017     | Vito Scalia       | liste civique/ centre gauche          |         |
| 2017                                     | En cours | Rosario Petta     | liste civique centre droit            |         |
| Les données manquantes sont à compléter. |          |                   |                                       |         |

### Communes limitrophes
Altofonte, Monreale, Santa Cristina Gela

### Évolution démographique

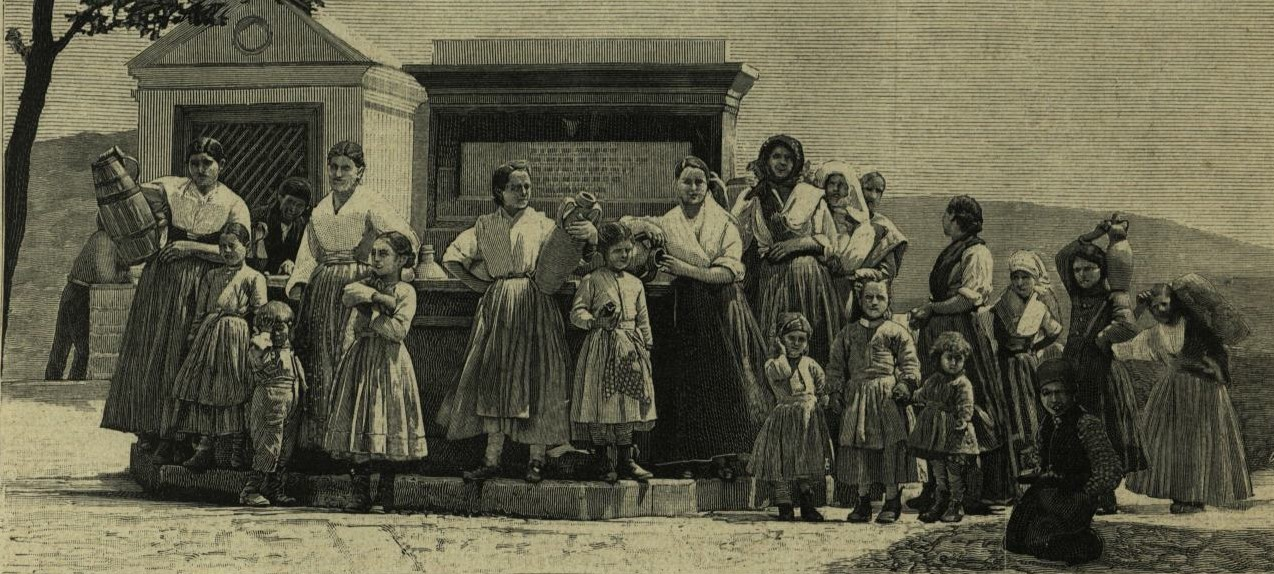
Habitants de Piana dei Greci en 1894. L'illustrazione italiana.

Habitants recensés Piana degli Albanesi